# Stanisław Hoszowski
Stanisław Henryk Piotr Hoszowski (ur. 19 października 1904 w Kozłowie, zm. 21 stycznia 1987 w Warszawie) – profesor, polski historyk, specjalizujący się w historii gospodarczej. Nagrodzony tytułem doktora honoris causa. 

## Życiorys

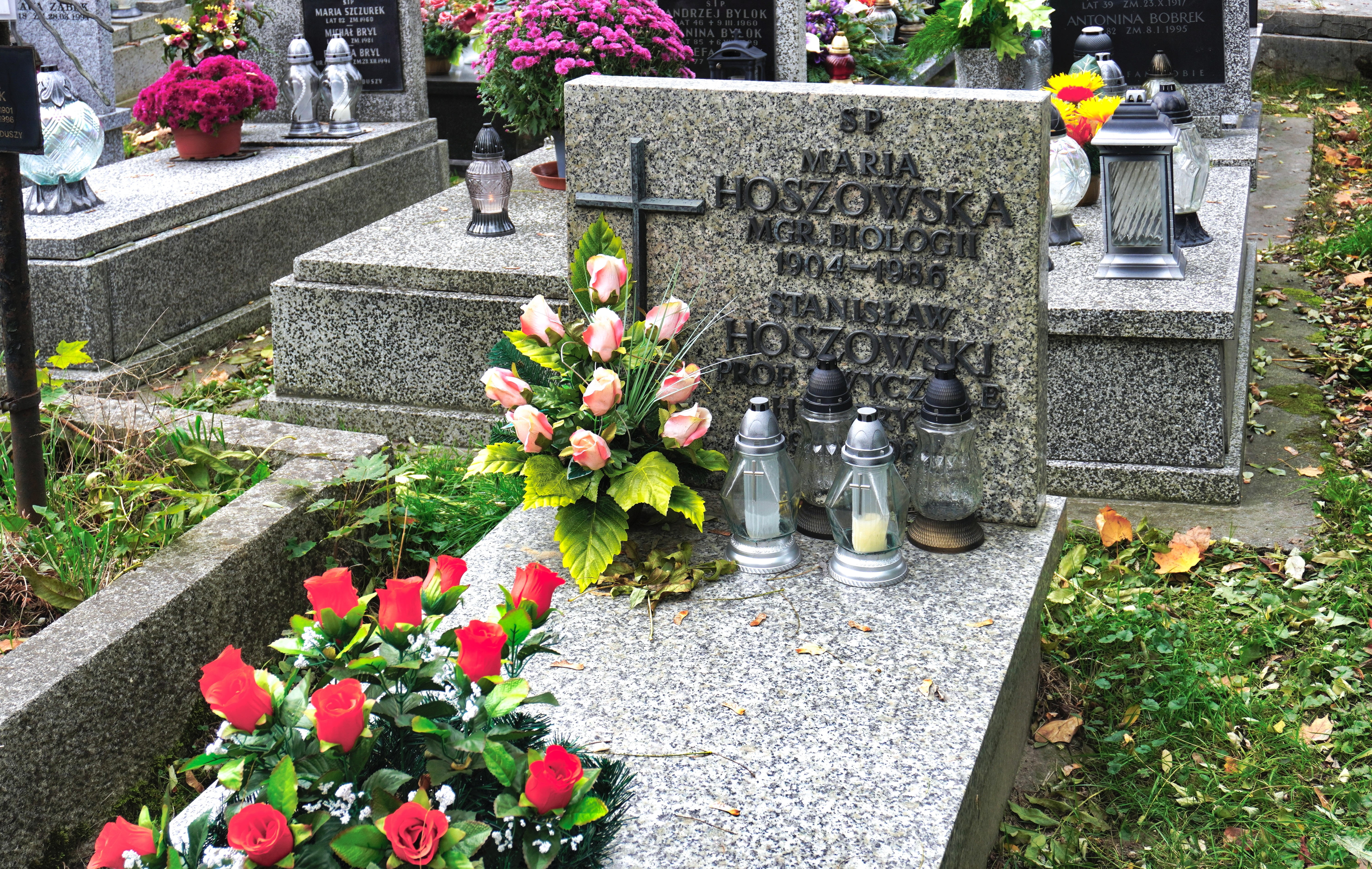
Grób prof. Stanisława Hoszowskiego na Cmentarzu Rakowickim w Krakowie

Syn Apolinarego oraz Emilii Hoszowskiej (z domu Wczelik). Uczęszczał do gimnazjum w Tarnopolu, a następnie do VII Państwowego Gimnazjum im. Tadeusza Kościuszki we Lwowie. W latach 1922–1925 (a także 1929–1936) pracował jako nauczyciel w lwowskich szkołach. Od 1925 pracował na Uniwersytecie Jana Kazimierza, studiując historię i ekonomię. Studia ukończył w 1928. W 1929 uzyskał doktorat na podstawie pracy Ceny we Lwowie w XVI i XVII wieku, promotorem był Franciszek Bujak. W 1935 uzyskał na UJK veniam legendi, na podstawie rozprawy Źródła do dziejów gospodarczych Lwowa w XIX i XX wieku. W latach 1935–1939 był również wykładowcą Uniwersytetu Jagiellońskiego. W październiku 1936 otrzymał prawo veniam legendi z zakresu historii społecznej i gospodarczej na Wydziale Humanistycznym Uniwersytetu Jana Kazimierza we Lwowie. Odbył serię wyjazdów naukowych do Anglii i Holandii, m.in. do London School of Economics, gdzie przebywał w roku 1936/1937.
W czasie II wojny światowej, po zamknięciu Uniwersytetu Lwowskiego przez Niemców, pracował jako urzędnik w lwowskim magistracie (1940–1945) oraz w bibliotece Ossolineum (1944–1945).
Po wojnie trafił do Torunia. 1 października 1945 został zatrudniony na stanowisku profesora na tworzonym tam Uniwersytecie Mikołaja Kopernika. W latach 1945–1951 kierował Katedrą Historii Społecznej i Gospodarczej, a od 1952 do 1954 piastował stanowisko dziekana Wydziału Humanistycznego. Kierował też Zespołem Katedr Historii Polski (1953).
Pracował też w Wyższej Szkole Pedagogicznej w Gdańsku (1947–1952) oraz w Instytucie Historii PAN (1953). W 1957 roku otrzymał tytuł profesora zwyczajnego. W 1958 roku przeniósł się z UMK do Wyższej Szkoły Ekonomicznej w Krakowie, gdzie objął stanowisko kierownika Katedry Historii Gospodarczej. Uczelnia ta, w 1983 roku, przyznała mu tytuł doktora honoris causa.
Prywatnie, ożenił się z Marią Władysławą Hoszowską z domu Wydra (zm. 1986), którą poznał jeszcze we Lwowie. Miał z nią trójkę dzieci: Danutę, Annę oraz Lesława.
Zmarł 21 stycznia 1987 w Warszawie. Pochowany na cmentarzu Rakowickim w Krakowie (kwatera XXVII-5-21).

## Wybrane publikacje
- Ceny we Lwowie w XVI i XVII wieku (1928)
- Historyczne badania cen (1931)
- Kronika seminarjum historji społecznej i gospodarczej U. J. K. za pierwszych jego dziesięć lat istnienia 1921–1931 (1931)
- Historja społeczna i gospodarcza w polskiej szkole średniej (1932)
- Ceny we Lwowie w latach 1701–1914 (1934)
- Ekonomiczny rozwój Lwowa w latach 1772–1914 (1935)
- Zagadnienie fluktuacyj gospodarczych w okresie XV–XVIII wieku (1938)
- Z dziejów handlu zbożowego w Toruniu 1760–1860 (1949)

## Ordery i odznaczenia
- Złoty Krzyż Zasługi (28 września 1954)[6]
- Medal 10-lecia Polski Ludowej (19 stycznia 1955)[7]